# Milieu niçois
 (mars 2025).
La mise en forme du texte ne suit pas les recommandations de Wikipédia : il faut le « wikifier ».
Les points d'amélioration suivants sont les cas les plus fréquents. Le détail des points à revoir est peut-être précisé sur la page de discussion.
- Les titres sont pré-formatés par le logiciel. Ils ne sont ni en capitales, ni en gras.
- Le texte ne doit pas être écrit en capitales (les noms de famille non plus), ni en gras, ni en italique, ni en « petit »…
- Le gras n'est utilisé que pour surligner le titre de l'article dans l'introduction, une seule fois.
- L'italique est rarement utilisé : mots en langue étrangère, titres d'œuvres, noms de bateaux, etc.
- Les citations ne sont pas en italique mais en corps de texte normal. Elles sont entourées par des guillemets français : « et ».
- Les listes à puces sont à éviter, des paragraphes rédigés étant largement préférés. Les tableaux sont à réserver à la présentation de données structurées (résultats, etc.).
- Les appels de note de bas de page (petits chiffres en exposant, introduits par l'outil «  Source ») sont à placer entre la fin de phrase et le point final[comme ça].
- Les liens internes (vers d'autres articles de Wikipédia) sont à choisir avec parcimonie. Créez des liens vers des articles approfondissant le sujet. Les termes génériques sans rapport avec le sujet sont à éviter, ainsi que les répétitions de liens vers un même terme.
- Les liens externes sont à placer uniquement dans une section « Liens externes », à la fin de l'article. Ces liens sont à choisir avec parcimonie suivant les règles définies. Si un lien sert de source à l'article, son insertion dans le texte est à faire par les notes de bas de page.
- La présentation des références doit suivre les conventions bibliographiques. Il est recommandé d'utiliser les modèles {{Ouvrage}}, {{Chapitre}}, {{Article}}, {{Lien web}} et/ou {{Bibliographie}}. Le mode d'édition visuel peut mettre en forme automatiquement les références.
- Insérer une infobox (cadre d'informations à droite) n'est pas obligatoire pour parachever la mise en page.

Pour une aide détaillée, merci de consulter Aide:Wikification.
Si vous pensez que ces points ont été résolus, vous pouvez retirer ce bandeau et améliorer la mise en forme d'un autre article.
 (mars 2025).
Comme le milieu marseillais, à Nice la pègre locale a débuté essentiellement par l'installation de truands corses ou italiens due à l'immigration mais également par l'attrait touristique et la réputation huppée de la ville balnéaire, dans laquelle des étrangers notables viennent y dépenser leur argent dans les restaurants ou les casinos depuis les Trente Glorieuses. 

## Historique
Bien que le port Lympia de Nice soit plus un port de plaisance qu'un port de commerce, il permettait probablement de servir de temps à autre de "relais" sur certains frets concernant la French Connection par le milieu marseillais.
En 1966 Jacques Médecin est élu maire de la ville et figure comme ayant des relations douteuses qu’on l’a suspecté d’entretenir avec des gangsters de la Mafia italienne. Si bien que ce dernier retrouve souvent son nom associé dans diverses affaires comme le Casse du siècle d'Albert Spaggiari, la guerre des casinos, l'affaire Agnès Le Roux etc. des scandales qui éclaboussent la baie des Anges dans les années 80, que certains se mettent à appeler «  la baie des requins ». Il fut longtemps surnommé comme "le parrain de Nice".
Quelques figures connues du milieu niçois comme Jean-Dominique Fratoni et d'autres se disputaient entre la seconde période des années 1970 et les années 2000 les activités criminelles locales qui tournaient principalement autour des casinos, la prostitution, la corruption, le trafic de stupéfiants et l'extorsion avec d'autres organisations françaises comme le Gang de la Brise de mer, bien implanté dans la ville, les Corso-Marseillais, les Italo-Grenoblois mais aussi des organisations étrangères comme la 'Ndrangheta également très présente sur Nice et diverses "mafias" originaires du Caucase. 
À partir des années 2000, le crime niçois prend une nouvelle tournure avec une spécialité venue de Naples, qui fait pas mal de ravage dans la ville, le "vol à la portière",. Cette technique de vol avec violence consiste à bloquer une voiture sur la route en positionnant un véhicule 2 roues avec 2 individus à bord devant cette dernière, duquel le passager descendait du 2 roues puis se précipitait au niveau de la portière coté passager de la voiture bloquée qui à l'époque n'était pas toutes munies de la fermeture centralisée et agressait le passager, souvent des femmes, pour leur voler leur sac à main ou bijoux, puis repartait à bord du 2 roues rapidement. 
C'est également lors de cette période qu'une forte immigration tchétchène et cap-verdienne venaient s'installer dans les quartiers pauvres de la ville et se mêlait à l'immigration originaire du Maghreb présente depuis les années 1960, qui composeront plus tard la nouvelle génération de criminalité niçoise, principalement issue des cités des Moulins, de L'Ariane, les Liserons ou Bon voyage, qui gèrent le trafic de stupéfiants de la région.